# 國學季刊

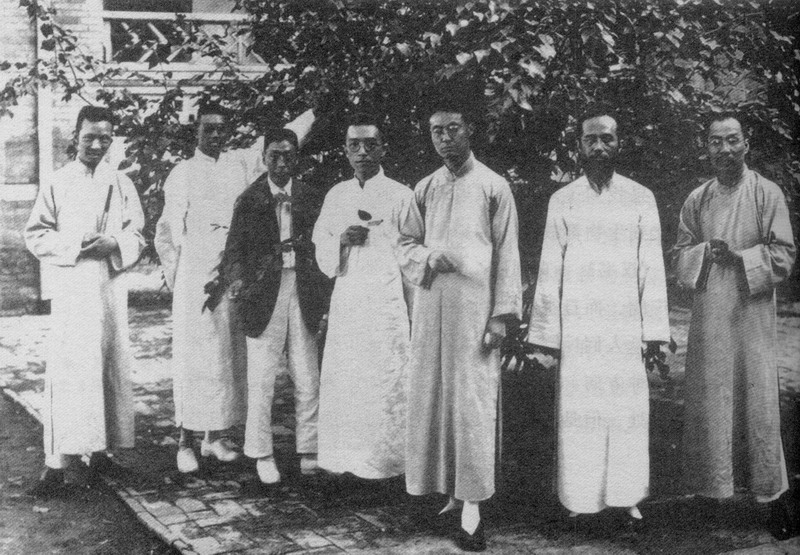
1924年北大《国学季刊》同仁合影。左起：徐炳昶、沈兼士、马衡、胡适、顾颉刚、朱希祖、陈垣。

國學季刊，全名國立北京大學國學季刊，為北京大學研究所國學門於1923年創辦的學術刊物。
《國學季刊》編輯委員會負責該期刊之編輯審查事宜，並由胡適擔任主任委員。

## 卷期
- 1923年：1卷1期   1卷2期   1卷3期   1卷4期
- 1925年：2卷1期
- 1929年：2卷2期
- 1930年：2卷3期   2卷4期
- 1932年：3卷1期   3卷2期   3卷3期   3卷4期
- 1934年：4卷1期   4卷2期   4卷3期   4卷4期
- 1935年：5卷1期   5卷2期   5卷3期   5卷4期
- 1936年：6卷1期
- 1937年：6卷2期
- 1950年：7卷1期
- 1951年：7卷2期

## 參閱
- 鋼和泰
- 對音

## 外部連接
- 國學季刊:全名,國學季刊發刊宣言 （页面存档备份，存于）